# Első Filat-kormány

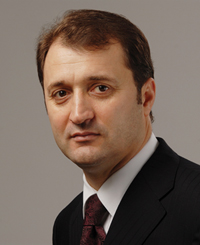
Vlad Filat

A 2009. július 29-i moldovai választásokat követően parlamenti többséget megszerző négy volt ellenzéki párt, úgymint a Moldovai Liberális Demokrata Párt (PLDM), a Liberális Párt (PL), a Moldovai Demokrata Párt (PDM) és a Mi Moldovánk pártszövetség augusztus 8-án megállapodott a koalíciós kormányzásról, és Európai Integrációért elnevezéssel létrehozta szövetségét. Mihai Ghimpu moldovai ügyvezető elnök szeptember 17-én kinevezte kormányfőnek a Nyugat-barát Liberális Demokrata Párt elnökét, Vlad Filatot.
A kormány szeptember 25-én lépett hivatalba, s az új kormányfő – kormánya parlamenti jóváhagyásakor mondott beszédében – kijelentette, kiemelt céljai között szerepel, hogy felújítsa a tárgyalásokat Oroszországgal a szakadár Dnyeszter melléki terület helyzetének rendezéséről és az ott állomásozó orosz csapatok kivonásáról. Vlad Filat kormányának öt kiemelt célja között említette a európai integrációval kapcsolatos politikát, mindazonáltal hangsúlyozta, hogy az Ukrajna és az európai uniós tagállam, Románia közé ékelődött volt szovjet köztársaság semleges külpolitikát kíván folytatni.

## Kormányösszetétel
A Filat-kormány összetétele 2009. szeptember 25-től 2011. január 14-ig:
| Név                                                         | Hivatal kezdete      | Hivatal vége     | Párt                                     | Megjegyzés     |
| Miniszterelnök                                              | Miniszterelnök       | Miniszterelnök   | Miniszterelnök                           | Miniszterelnök |
| ----------------------------------------------------------- | -------------------- | ---------------- | ---------------------------------------- | -------------- |
| Vlad Filat                                                  | 2009. szeptember 25. | 2011. január 14. | Moldovai Liberális Demokrata Párt (PLDM) | pártelnök      |
| Miniszterelnök-helyettes                                    |                      |                  |                                          |                |
| Valeriu Lazăr                                               | 2009. szeptember 25. | 2011. január 14. | Moldovai Demokrata Párt (PDM)            |                |
| Iurie Leancă                                                | 2009. szeptember 25. | 2011. január 14. | Moldovai Liberális Demokrata Párt (PLDM) |                |
| Ion Negrei                                                  | 2009. szeptember 25. | 2011. január 14. | Liberális Párt (PL)                      |                |
| Victor Osipov                                               | 2009. szeptember 25. | 2011. január 14. | Mi Moldovánk pártszövetség               |                |
| Államminiszter                                              |                      |                  |                                          |                |
| Victor Bodiu                                                | 2009. szeptember 25. | 2011. január 14. | Moldovai Liberális Demokrata Párt (PLDM) |                |
| Gazdasági miniszter                                         |                      |                  |                                          |                |
| Valeriu Lazăr                                               | 2009. szeptember 25. | 2011. január 14. | Moldovai Demokrata Párt (PDM)            |                |
| Kül- és európai integrációs miniszter                       |                      |                  |                                          |                |
| Iurie Leancă                                                | 2009. szeptember 25. | 2011. január 14. | Moldovai Liberális Demokrata Párt (PLDM) |                |
| Belügyminiszter                                             |                      |                  |                                          |                |
| Victor Catan                                                | 2009. szeptember 25. | 2011. január 14. | Moldovai Liberális Demokrata Párt (PLDM) |                |
| Pénzügyminiszter                                            |                      |                  |                                          |                |
| Veaceslav Negruță                                           | 2009. szeptember 25. | 2011. január 14. | Moldovai Liberális Demokrata Párt (PLDM) |                |
| Igazságügy-miniszter                                        |                      |                  |                                          |                |
| Alexandru Tănase                                            | 2009. szeptember 25. | 2011. január 14. | Moldovai Liberális Demokrata Párt (PLDM) |                |
| Védelmi miniszter                                           |                      |                  |                                          |                |
| Vitalie Marinuța                                            | 2009. szeptember 25. | 2011. január 14. | Liberális Párt (PL)                      |                |
| Építésügyi és vidékfejlesztési miniszter                    |                      |                  |                                          |                |
| Marcel Răducan                                              | 2009. szeptember 25. | 2011. január 14. | Moldovai Demokrata Párt (PDM)            |                |
| Mezőgazdasági és élelmiszeripari miniszter                  |                      |                  |                                          |                |
| Valeriu Cosarciuc                                           | 2009. szeptember 25. | 2011. január 14. | Mi Moldovánk pártszövetség               |                |
| Közlekedési és útgazdálkodási miniszter                     |                      |                  |                                          |                |
| Anatol Șalaru                                               | 2009. szeptember 25. | 2011. január 14. | Liberális Párt (PL)                      |                |
| Környezetvédelmi miniszter                                  |                      |                  |                                          |                |
| Gheorghe Șalaru                                             | 2009. szeptember 25. | 2011. január 14. | Liberális Párt (PL)                      |                |
| Oktatási miniszter                                          |                      |                  |                                          |                |
| Leonid Bujor                                                | 2009. szeptember 25. | 2011. január 14. | Mi Moldovánk pártszövetség               |                |
| Művelődési miniszter                                        |                      |                  |                                          |                |
| Boris Focșa                                                 | 2009. szeptember 25. | 2011. január 14. | Moldovai Demokrata Párt (PDM)            |                |
| Munkaügyi, népjóléti és családügyi miniszter                |                      |                  |                                          |                |
| Valentina Buliga                                            | 2009. szeptember 25. | 2011. január 14. | Moldovai Demokrata Párt (PDM)            |                |
| Egészségügyi miniszter                                      |                      |                  |                                          |                |
| dr. Vladimir Hotineanu                                      | 2009. szeptember 25. | 2011. január 14. | Moldovai Liberális Demokrata Párt (PLDM) |                |
| Informatikai és hírközlési miniszter                        |                      |                  |                                          |                |
| Alexandru Oleinic                                           | 2009. szeptember 25. | 2011. január 14. | Mi Moldovánk pártszövetség               |                |
| Ifjúsági és sportminiszter                                  |                      |                  |                                          |                |
| Ion Cebanu                                                  | 2009. szeptember 25. | 2011. január 14. | Liberális Párt (PL)                      |                |
| A szociális kérdésekért felelős tárca nélküli miniszter     |                      |                  |                                          |                |
| Ion Negrei                                                  | 2009. szeptember 25. | 2011. január 14. | Liberális Párt (PL)                      |                |
| Az ország újraegyesítéséért felelős tárca nélküli miniszter |                      |                  |                                          |                |
| Victor Osipov                                               | 2009. szeptember 25. | 2011. január 14. | Mi Moldovánk pártszövetség               |                |
| A Gagauz Autonóm Terület kormányzója mint a kormány tagja   |                      |                  |                                          |                |
| Mihail Formuzal                                             | 2009. szeptember 25. | 2011. január 14. |                                          |                |
| A Moldovai Tudományos Akadémia elnöke mint a kormány tagja  |                      |                  |                                          |                |
| Gheorghe Duca                                               | 2009. szeptember 25. | 2011. január 14. |                                          |                |